# قرش أبو مطرقة صغير العيون
القرش المطرقة صغير العيون هو سمكة قرش منقروش أبو مطرقة التي توجد في المحيط الأطلسي على طول ساحل أمريكا الجنوبية، بل أيضا في منطقة البحر الأبيض المتوسط والمحيط الهادئ.

## الوصف
- يصل قياسه إلى 150 سم .

## وصلات خارجية
- موقع يهتم بالأسماك